# Mya Diamond
Pour les articles homonymes, voir Mya et Diamond.
Mya Diamond née Júlia Koroknai est une actrice pornographique hongroise née le 11 avril 1981 à Marcali. Son pseudonyme s'orthographie également Mia Diamond ou Mya, Mia ou Maya.

## Biographie
Mya Diamond est née le 11 avril 1981 en Hongrie et a grandi à Marcali, une petite ville près du lac Balaton. Elle déclare sur son site internet avoir un petit frère et une petite sœur (âgée de 17 ans de moins qu'elle). À l'école, elle s'intéresse aux langues et gagne notamment un concours de langue allemande entre 14 et 17 ans. Elle étudie ensuite à l'université tout en travaillant dans un hôtel à temps partiel. À la même époque, elle se lance également dans le mannequinat.
À l'été 2003, elle décide de déménager à Budapest avec son compagnon et entre dans l'industrie pornographique. En 2005, le For Him Magazine (FHM) la nomme parmi les 100 femmes les plus sexys.
En 2010, elle arrête de tourner des films X.

## Récompenses et nominations
Récompenses
- 2006 : Erotica Festival "Erots" Baltic Erotic awards 2006 Best actress[3]
- 2006 : Erotika Fesztivál - Legerotikussabb Hercegnoje 2006 Budapest [4]

Nominations
- 2005 FICEB Ninfa Prize - Best Actress - Sex Angels
- 2006 FICEB Ninfa Prize winner - Best Actress - Sex Angels 2
- 2007 AVN Award  - Female Foreign Performer of the Year
- 2007 AVN Award  - Best Group Sex Scene (Film) - Emperor
- 2007 AVN Award - Best Sex Scene in a Foreign-Shot Production - Sex Angels 2

## Filmographie
- Lesbian Imaginations (2009)
- Private Movies 48: The MILF Cafe (2009)
- Secretaries 2 (2009)
- Sex with Sandra Shine (2009)
- Magic Graffiti (2008)
- Simply Beautiful (2008)
- Chantages sexuels (2008)
- The Art of Kissing 3 (2008)
- Big Butt Attack 2 (2008)
- Drunk Sex Orgy: Bride Bang (2008)
- Lotta di classe (2008)
- Unfaithful: Part II (2007)
- Girl on Girl 3 (2007)
- Falomanias (2007)
- Falomanias II (2007)
- Filthy 2 (2007)
- Luna's Angels (2007)
- The Mirror Effect (2007)
- The Private Life of Mya Diamond (2007)
- Velvet: Doppio inganno (2007)
- Victory Over De-Feet (2007)
- Yasmine & the Masseuses (2007)
- Supreme Hardcore 2 (2006)
- Private Gold 81: Porn Wars - Episode 1 (2006)
- Private Gold 82: Sex City 3 (2006)
- Ma' Fuckers 2 (2006)
- Raw Sex Trio 3 (2006)
- Pussies on View: Vol. 2 (2006)
- Lost (2006)
- Cream Pie Perfection (2006)
- Cumstains 7 (2006)
- Emperor (2006)
- La doppia identità di Anna Brumer (2006)
- Nylons (2006)
- Pop 6 (2006)
- Private Gems: The Best Scenes of the Year 2006 (2006)
- Private Sex Positions (2006)
- Private X-treme 28: Point of View (2006)
- Sex Angels 2 (2006)
- Sex Maniacs 2 (2006)
- Sex Maniacs 3 (2006)
- Seductive 4 (2005)
- Pipeline Riders (2005)
- Lesglam One (2005)
- Private Black Label 37: Private Chateau 2 - A Shady Past (2005)
- Mayfair: The Private Practice (2005)
- Private Black Label 36: Private Chateau - The Struggle for Power (2005)
- Spunk Fiction (2005)
- Private X-treme 18: Eurobabes Take It to the Xtreme (2005)
- Scharfe Strohwitwen (2005)
- The Voyeur 29 (2005)
- "Sandy: Agent Provocateur" (2005) Série TV
- 2 Sex 3 Angels (2005)
- Anal Empire 1 (2005)
- Babelicious (2005)
- Cum Hungry Leave Full (2005)
- Cum on My Face 2 (2005)
- Exxxtraordinary Eurobabes 3 (2005)
- In the Crack 077: Mya Diamond & Sophie Paris (2005)
- Leg Affair 14 (2005)
- Ma' Fuckers (2005)
- Meet the Fuckers 2 (2005)
- Nailed with Cum (2005)
- Nasty Girls 32 (2005)
- Pleasures of the Flesh 10 (2005)
- Private: Diamonds (2005)
- Private Pearls: The Best Scenes of the Year 2005 (2005)
- Private XXX 17: Sex Kittens (2005)
- Private XXX 20: Angels of Sin (2005)
- Russian Institute: Lesson 1 (2005)
- Salad Eating Sluts (2005)
- She Licks Girls (2005)
- Slam It! In Harder (2005)
- Swank XXX #2 (2005)
- Take on Me (2005)
- The Best by Private 69: Ass to Mouth (2005)
- Tic Tac Toe's (2005)
- Top Guns 3 (2005)
- Penocchio (2004)
- Spaghetti Connection (2004)
- Private Gold 65: Sex Angels (2004)
- Room Service (2004)
- Sport Babes 4 (2004)
- 1st Time Teens (2004)
- Anal Fixation (2004)
- Cherry Bomb (2004)
- Circle of Deceit 2 (2004)
- First Class Euro Sluts 2 (2004)
- Forbidden Cherries (2004)
- Leg Action 1 (2004)
- Legal Skin 14 (2004)
- Lusty Legs 3 (2004)
- Planting Seeds (2004)
- Precious Pink, Body Business No. 13 (2004)
- Protection très rapprochée (2004)
- Sandy's Girls 3 (2004)
- Sandy's Girls 5 (2004)
- Sex Connection (2004)
- Sextet (2004)
- Swank XXX #1 (2004)
- Ten Little Piggies 5 (2004)
- The Harder They Cum 2 (2004)
- Der Fotograf und die Fickluder (2003)
- Ass Wide Open (2003)
- Girl + Girl No. 4 (2003)
- Look What's Up My Ass 3 (2003)
- Pleasures of the Flesh 6 (2003)